# Dufferin (métro de Toronto)
Pour les articles homonymes, voir Dufferin.
Dufferin est une station de la ligne 2 Bloor-Danforth, du métro de la ville de Toronto en Ontario au Canada. Elle est située au numéro 1126 Bloor Street West à l'intersection de Dufferin Street (en).

## Situation sur le réseau

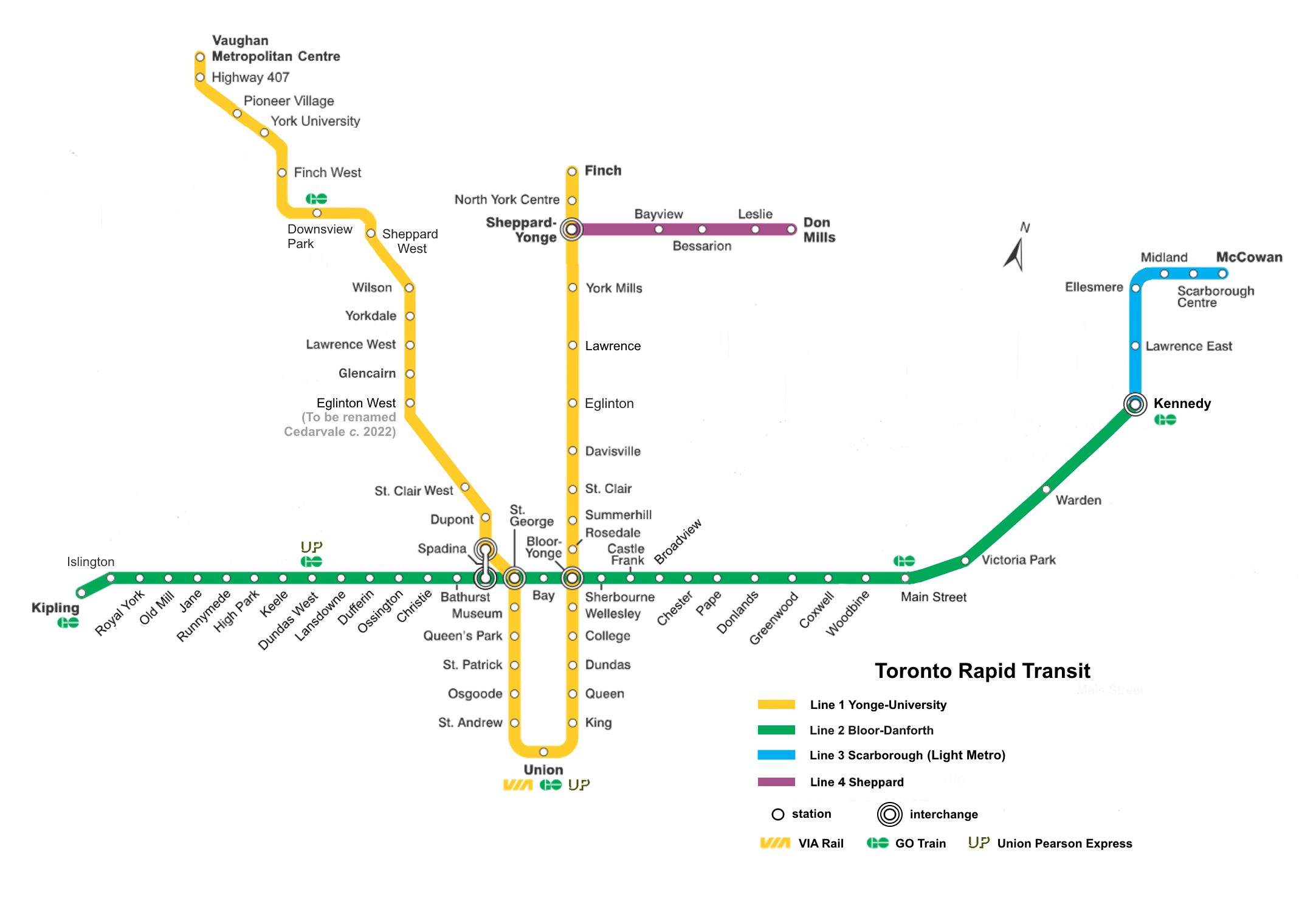
Plan du métro de Toronto (2018).

Établie en souterrain, la station Dufferin de la ligne 2 Bloor-Danforth, est précédée par la station Lansdowne, en direction du terminus Kipling, et elle est suivie par la station Ossington en direction du terminus Kennedy.

## Histoire
La station Dufferin est mise en service le 25 février 1966.
Sa fréquentation moyenne est de 27 600 passagers par jour au cours de l'année 2009-2010.

## Services aux voyageurs

### Intermodalité
Elle est desservie par des bus des lignes : 29 Dufferin et 402 Parkdale.

## Projets
Des travaux de modernisation sont en cours pour améliorer l'accessibilité de la station. Parmi ces travaux, l'installation d'un ascenseur est prévu pour donner l'accès aux personnes à mobilité réduite.